# Provincia de Oddar Mean Chey
La provincia de Oddar Mean Chey es una provincia del Reino de Camboya ubicada al noroeste del país. El nombre traduce en castellano lo siguiente: "Oddar" es "Noroeste"; "Mean Chey" o "Mien Chey" es "Triunfo, vencer, tener éxito", es decir, el Noroeste Triunfante que hace referencia a las batallas contra Tailandia después de la decadencia del Imperio jemer. Sus límites son: N Tailandia, E Provincia de Preah Wijía, S Provincia de Siem Riep y Provincia de Banteay Mean Chey, O Tailandia. La capital provincial es la Ciudad de Anglong Veng.

## Historia
La provincia es una de las más pobres del país. Solo el 2.6 % de las viviendas tienen acceso a los servicios como la electricidad. Existen etnias minoritarias en la región que tienen su propio lenguaje. La provincia fue creada a partir de la nueva constitución del Reino de Camboya en la década de los 90 desprendiéndose de la Provincia de Siem Riep. El territorio de la provincia fue además célebre porque constituyó el más intrincado refugio de las guerrillas de los Jemeres rojos después de la caída de la Kampuchea Democrática. La ciudad de Anglong Veng fue el principal fortín del último gran jefe militar de las guerrillas jemeres, Ta Mok, quien murió allí el 21 de julio de 2006. También en la provincia murió y fue cremado Pol Pot en abril de 1998.

## Geografía
La Provincia, cercana al centro principal del antiguo Imperio jemer, conserva antiguas joyas de arqueología, innumerables templos (Prasat en Idioma jemer) del complejo religioso de Angkor, la mayoría de ellos aún no intervenidos y desprotegidos en medio de la selva y a merced de los ladrones arqueológicos. El principal relieve de lo constituye las Montes Dangrek que se ubican en la frontera con Tailandia.

## División política
La provincia se divide en cinco distritos:
- 2201 Ciudad de Anlong Veng
- 2202 Banteay Ampil
- 2203 Chong Kal
- 2204 Samrong
- 2205 Trapeang Prasat
- 2206 O Smach